# Filipopolis
Filipopolis (starogrško Φιλιππούπολις) je eno od imen antičnega mesta (med katerimi sta tračanska Evmolpija/Pulpudeva, rimski Trimontij), ki je bil na mestu današnjega Plovdiva. Mesto je postalo eno največjih in najpomembnejših v regiji in ga je Lukijan imenoval »največje in najlepše od vseh mest«. Skozi večino svoje zapisane zgodovine je bilo mesto znano pod imenom Filipopolis, dobesedno Filipovo mesto) po Filipu II. Makedonskem. Filipopolis je postal del Rimskega cesarstva in glavno mesto rimske province Trakije. Po Amijanu Marcelinu je imel Filipopolis v rimskem obdobju 100.000 prebivalcev.
Filipopolis je bil v rodovitni regiji na bregovih reke Marice (starodavni Hebrus). Mesto se je zgodovinsko razvilo na sedmih sienitnih gričih, od katerih so nekateri visoki 250 metrov, zaradi česar se Plovdiv v Bolgariji pogosto imenuje 'mesto sedmih gričev'.

## Zgodovina

### Helenistično obdobje
Najzgodnejši znaki naseljevanja na ozemlju Filipopolisa segajo v 6. tisočletje pred našim štetjem, ko so bile ustanovljene prve naselbine. Arheologi so odkrili fino keramiko in predmete vsakdanjega življenja na Nebet tepeju že v {{ronasta doba|bronasi dobi]], kar kaže, da je ob koncu 4. tisočletja pred našim štetjem tam že obstajala naselje. Odkrite so bile tračanske nekropole iz 2. do 3. tisočletja pr. n. št., medtem ko je tračansko mesto Eumolpias nastalo med 2. in 1. tisočletjem pr. n. št..
Obzidano mesto je zgradilo tračansko pleme Besi. Leta 516 pr. n. št. med vladavino Dareja Velikega je bila Trakija vključena v Ahemenidsko cesarstvo. Leta 492 pr. n. št. je perzijski general Mardonij ponovno zavladal Trakiji in postala je nominalno vazal Perzije do zgodnje vladavine Kserksa I.. Od leta 479 pred našim štetjem je bilo mesto vključeno v Odriško kraljestvo, tračansko plemensko zvezo.
Mesto je leta 342 pr. n. št. osvojil Filip II. Makedonski, (ki je dal svoje ime novemu mestu) in odriški kralj je bil odstavljen. To je zaznamovalo širitev mesta z organiziranim načrtom grških ulic. Deset let po makedonski invaziji se je odriški kralj Sevt III. uprl vladavini Aleksandra Velikega, kar ni povzročilo ne zmage ne poraza, ampak pat položaj. Pod makedonsko suverenostjo so tračanski kralji ponovno vzpostavili svoje kraljestvo in spet začeli izvajati vpliv.
Mesto so uničili Kelti kot del keltske poselitve vzhodne Evrope, najverjetneje leta 270 pr. n. št..
Leta 183 pr. n. št. je Filip V. Makedonski osvojil mesto, vendar so ga kmalu zatem ponovno osvojili Tračani.

### Rimska zgodovina
Leta 72 pr. n. št. je mesto zavzel rimski general Mark Lukul med tretjo mitridatovo vojno, vendar je bilo kmalu ponovno pod nadzorom Tračanov. Leta 46 n. št. je cesar Klavdij mesto končno vključil v Rimsko cesarstvo. Status mesta (municipium) je dobil v poznem 1. stoletju. Kot Trimontium je bilo pomembno križišče Rimskega cesarstva in ga je Lukijan imenoval »največje in najlepše od vseh mest«. Čeprav v tem času ni bilo glavno mesto province Trakije (kar je bil Perint), je bilo mesto največje in najpomembnejše središče province. Bil je sedež Tračanske zveze in skozi mesto je potekala najpomembnejša vojaška cesta na Balkanu, Via Militaris (ali Via Diagonalis). Rimski časi so bili obdobje rasti in kulturne odličnosti in starodavne ruševine pripovedujejo zgodbo o živahnem, rastočem mestu s številnimi javnimi zgradbami, svetišči, kopališči, gledališči in stadionom. Zaradi velikega obsega javne gradnje v času dinastije Flavijcev (69–96 n. št.) je mesto dobilo ime Flavia Philippopolis.
Hadrijan (vladal 117–138) je mesto obiskal kot del svojega potovanja po cesarstvu in pred vzhodnimi vrati so mu v čast postavili slavolok.
Leta 172 je bilo zgrajeno drugo obzidje, ki je zajelo del mesta, ki je že segalo iz Trohribovja v dolino, drugi deli zunaj pa so ostali nezaščiteni.
V začetku 3. stoletja je postal glavno mesto province Trakije.
Približno leta 250 je bitka pri Filipopolu vključevala dolgotrajno obleganje Gotov, ki jih je vodil njihov vladar Kniva. Po izdaji nezadovoljnega meščana, ki jim je pokazal, kje naj se povzpnejo na obzidje, je bilo mesto požgano in 100.000 njegovih meščanov je umrlo ali postalo ujetniki, po besedah Amijana Marcelina.
Mesto se je krčilo do sredine 4. stoletja, nato pa je pozneje v 4. stoletju napredovalo, tako kot številna mesta v regiji in se spet začelo širiti po ravnini. Filipopolis je ponovno pridobil svojo velikost iz 3. stoletja, v času največjega razcveta. To širitev kažejo nove velike stavbe na akropoli (Trimontium) in tudi po ravnini, kot so vzhodne terme in velika bazilika.
Vendar pa so ga ponovno uničili Atilovi Huni leta 441–2 in Goti Teodorika Strabona leta 471.

### Srednji vek
Filipopolis je padel v roke Bolgarom Prvega bolgarskega cesarstva leta 863, med vladavino Borisa I. (vladal 852–889), potem ko so ga krščanski prebivalci leta 813 med sporom s kanom Krumom (vladal ok. 803–814)) za kratek čas zapustili. Po tem se je naselje skrčilo, čeprav je ostalo veliko mesto, z obnovljenim mestnim obzidjem in zgrajenimi novimi krščanskimi bazilikami in rimskimi kopelmi v 4. stoletju. Med bizantinsko-bolgarskimi vojnami je cesar Bazilij II. (vladal 960–1025) uporabljal Filipopol kot glavno strateško utrdbo, ki jo je vodil protospatarij Nikefor Ksifij.[33]
Sredi 11. stoletja so mesto napadli Pečenegi, ki so ga okoli leta 1090 za kratek čas zasedli. Mesto je še naprej napredovalo, obzidje je bilo obnovljeno v 12. stoletju, v katerem je bil zgodovinar in politik Niketa Honiat njegov guverner, njegov metropolitski škof je bil zdravnik pa Michael Italikos. Po latinskem zgodovinarju četrte križarske vojne, Geoffreyu iz Villehardouina, je bil Filipopolis tretje največje mesto v Bizantinskem cesarstvu, za Konstantinoplom in Solunom.
Pretrpel je škodo zaradi vojsk, ki so skozi mesto šle med križarskimi vojnami, pa tudi zaradi sektaškega nasilja med vzhodno pravoslavno ter armensko pravoslavno in pavličansko veroizpovedjo. Med tretjo križarsko vojno je v Filipopolisu od 26. avgusta do 5. novembra 1189 taboril Friderik I. Barbarossa.
Mesto je uničil Kalojan Bolgarski (vladal 1196–1207) leta 1206 in ga nato ponovno zgradil. Leta 1219 je mesto postalo prestolnica križarske vojvodine Filipopolis, ki je bila del Latinskega cesarstva. Drugo bolgarsko cesarstvo je mesto ponovno zavzelo leta 1263, vendar ga je izgubilo pod bizantinskim nadzorom, preden ga je ponovno zavzelo leta 1323. Osmansko cesarstvo je osvojilo Filipopolis (turško: Filibe) leta 1363 ali 1364.

## Urbani razvoj in arheologija
Postavitev Filipopolisa je v veliki meri razkrila arheologija med letoma 1965 in 1985, ki z zgodovinskimi zapisi potrjuje prisotnost treh arheoloških ravni: helenistične, rimske in poznorimske.

### Helenistično obdobje
Mesto, ki je bilo prvotno zgrajeno na hribih, začenši s prvotno tračansko naselbino na Nebet tepeju in Treh gričih na splošno, se je v helenističnem obdobju razširilo na ravnino. Začetno načrtovanje in gradnja Filipopolisa se je začela med vladavino Filipa II. (359–336 pr. n. št.) in nadaljevalo med vladavino Aleksandra Velikega in diadohov. Kljub nestabilnemu političnemu in gospodarskemu okolju od 4. stoletja pr. n. št. do 1. stoletja pr. n. št. so bili izvedeni obsežno urbanistično načrtovanje in kompleksne gradbene tehnike.
Hipodamov načrt ulic je bil uporabljen za Filipopolis kot za druga starodavna mesta, kot so Milet, Efez, Aleksandrija in Olint. Helenistični Filipopolis je imel mrežo pravokotnih makadamskih ulic. Nekatere ulice so imele pločnike, robnike in kanale za odvajanje deževnice. Ulice, ki so se križale, so oblikovale pravokotne mestne bloke (insulae) s stanovanjskimi in javnimi stavbami. Zgrajenih je bilo veliko javnih stavb, kot so gledališča, agore in templji.
Prvo mestno obzidje Filipopolisa je bilo zgrajeno že v 4. stoletju pred našim štetjem in fragmenti tega utrdbenega sistema so danes vidni na severnem in severozahodnem pobočju Nebet tepeja. Obzidje je bilo opremljeno z majhnimi vratci, ki so vodila do prehodov ali rovov znotraj skale, skozi katere so stopnice dosegle severno vznožje hriba.

### Rimsko obdobje
- Gledališče
- Odeon v Filipopolisu
- Forum
- Helenistično in rimsko obzidje

Urbanističnemu modelu iz helenističnega obdobja so sledili in razvijali po tem, ko je mesto postalo del Rimskega cesarstva. Rimljani so nadaljevali dediščino, ki so jo zapustili grški arhitekti; merska enota, ki so jo uporabljali Rimljani (rimska stopnja - 296 mm), je skoraj v celoti sovpadala z atiško stopnico, ki so jo uporabljali v helenističnem obdobju, kar jim je omogočilo, da so zlahka sledili prvotnemu urbanističnemu modelu mesta brez večjih sprememb.
Rimske zgradbe, ki jih je danes mogoče videti, so:
- Stadion
- Gledališče
- Rimski forum
- Odeon
- Knjižnica
- Mestno obzidje, vključno z vzhodnimi in južnimi vrati
- Akvadukti
- Razkošna hiša, znana kot Domus Eirene
- Zakladnica

Obsežna prenova in obsežna gradnja sta potekali po rimski osvojitvi leta 46 našega štetja, da bi zadostili naraščajočim potrebam prebivalstva. Značilnost stavb v rimskem Filipopolisu je bila njihova velika velikost in razkošno okrasje, ki je izražalo veličino in vpliv Rimskega cesarstva.
V rimski dobi je pozidano območje Filipopolisa v ravnini obsegalo 50 ha. Vključevalo je približno 150 insul, vsaka s širino 1 aktusa (35,5 m) in dolžino 2 aktusov (71 m). Obstoječe ulično omrežje je bilo prenovljeno in razširjeno z vodovodom in kanalizacijo pod njim. Površina cestnega omrežja je znašala 100.000 m². Ulice so bile tlakovane z velikimi granitnimi ploščami. Širina ulic je bila 15 rimskih čevljev (4,4 m), medtem ko je širina glavnih ulic dosegla 30 rimskih čevljev (8,9 m).
V 2. stol. n. št., je bilo območje severno od foruma povečano in pomembne javne stavbe iz helenističnega obdobja, kot so gledališče, stadion, agora, zakladnica in odeon, so bile obnovljene in razširjene.

### Mestno obzidje
Obzidje je bilo prvotno zgrajeno v 4. st. pr. n. št. okoli Treh gričev. Leta 172 je bilo po napisu, najdenem na območju vzhodnih vrat iz časa vladavine cesarja Marka Avrelija, mestno obzidje utrjeno na treh gričih in se razširilo okoli mesta v ravnini na območjih vzhodno in zahodno od treh gričev, vključno, nenavadno, s stadionom. Del tega zidu je danes viden pod trgom Djumaja, poleg stadiona. Vendar je bilo obzidje zgrajeno tudi čez del mesta, ki leži južno od foruma, tako da je veliko stavb nenavadno pustilo zunaj zaščite obzidja. Sčasoma je to območje postalo zapuščeno in je bilo uporabljeno kot pokopališče, kjer so odkrili zgodnjekrščanske grobnice. Čeprav je bilo poškodovano leta 251 med gotsko invazijo, je bilo obzidje obnovljeno v 3. in 4. stoletju. Po gotskih vpadih je prišlo do sprememb zlasti v kompleksu vzhodnih vrat. Prejšnja vrata so bila opuščena in dodana nova vrata, ki so vključevala obstoječi slavolok v čast Hadrijanu iz 2. stoletja.
Vidnih je več ostankov stolpov, vključno z vzhodnim okroglim stolpom.
Odeon je bil zgrajen kot helenistični bulevterij ali zbornica in je med 1. in 4. stoletjem doživel štiri rekonstrukcije za uporabo kot majhno gledališče.

### Akvadukti
Trije akvadukti v dolžini 22 km so oskrbovali predvsem spodnji del mesta, medtem ko so se griči zanašali na vodnjake in rezervoarje za deževnico. Akvadukti tečejo vzporedno v okolici predmestja Komatevo na razdalji 30-40 m, eden je cevovod iz glinenih cevi, dva pa delno nadzemna na lokih.
Na Komatevski šosi je delno obnovljen del mostu »zahodnega« vodovoda, ki je bistveno masivnejši. Je edina, ki danes stoji v Bolgariji. Slopi so vidni tudi na rimskem stadionu. Nedavna izkopavanja so razkrila več slopov iz 2. stoletje.
Domneva se, da so se trije akvadukti združili na zahodnih pobočjih Djendemtepeja v razdelilni rezervoar (castellum aquae), za katerega se zdi, da je bil uničen pri gradnji sodobnega predora.
Vir vodovodnega omrežja so bili trije slapovi na pobočjih Rodopov, dva v kraju Marata pri današnji vasi Markovo in eden v kraju Kajnicite blizu današnjega mesta Kuklen. Zajetja na Markovem so dobro raziskana; eden izmed njih je delno uničen podzemni rezervoar 13×7 m; drugi je zapleten sistem predorov: osrednja galerija in stranski kraki. Ni v celoti raziskan, vendar je dolžina enega od stranskih krakov 76 m.
Distribucijsko omrežje v samem mestu je locirano pod ulicami, s cevovodi vzdolž vseh ulic sever–jug, le pod nekaterimi pa v smeri vzhod–zahod. Ulični cevovodi so zgrajeni z glinenimi cevmi, z odcepi za ločevanje hiš in vodnjaki s svincem. Cevovodi so vodili do številnih javnih vodnjakov in vodnjakov, ki so, čeprav niso bili najdeni, znani po številnih kiparskih fragmentih.
Skupni pretok vode je ocenjen na 43.000 m3 na dan.

### Poznorimsko obdobje
Pomembne stavbe, ki jih je danes mogoče videti, so:
- Velika bazilika, Plovdiv
- Mala bazilika, Plovdiv

Ogromno Veliko baziliko s svojimi veličastnimi talnimi mozaiki so izkopavali več let in je zdaj ohranjena v novem muzeju (2021).

## Druga arheologija
Nedavna izkopavanja so razkrila prvi slavolok, šele drugi v Bolgariji.
Leta 2018 je bil najden delček rimskega kipa s starogrškim napisom, ki omenja pravico proedria (pravica do sedežev v prvi vrsti v gledališču. To so bili častni sedeži za najuglednejše upravne in politične osebnosti) in ime Sozipatros.
Leta 2019 so arheologi na mestu škofovske bazilike iz 3. stoletja našega štetja našli veliko kamnito ploščo. V grščini je bil napisan v čast boga Dioniza. Napis se glasi: »Za zmago, zdravje in večni obstoj cesarjev, Publija, Licinija Valerijana in Galiena Avguština in za celotno njihovo hišo, za sveti senat in rimsko ljudstvo ter za svet in ljudsko skupščino Filipopolisa – trakijski voditelj Dioniz je posvetil ohranjene misterije, medtem ko je bil vodja misterijev in večni svečenik Avrelij Mukianid, Mukianov sin«. Temu sledi seznam vseh 44 članov mistične družbe, več s položaji, ki jih zasedajo.

## V literaturi
Ime Filipopolis je bilo uporabljeno tudi v znameniti antiromantični igri Georgea Bernarda Shawa Arms and the Man.
V III. dejanju 1. prizora major Sergius Saranoff in Paul Petkoff pomagata stotniku Bluntschliju, da jima pomaga premakniti tri polke konjenice v Fillipopolisu kljub pomanjkanju krme. Ta del igre je satira, ki gledalcu pripoveduje o tem, kako oba majorja nimata manj vojaških veščin kot kapitan. Tako se norčuje iz višjega družbenega statusa Bolgarov s Švicarji ali Rusi v enakih ali nižjih družbenih skupinah.